# Сан-Буэнавентура (муниципалитет)
Сан-Буэнавентура (исп. San Buenaventura) — муниципалитет в Мексике, штат Коауила, с административным центром в одноимённом городе. Численность населения, по данным переписи 2020 года, составила 24 759 человек.

## Общие сведения
Название San Buenaventura дано в честь католического святого Бонавентуры.
Площадь муниципалитета равна 6443 км², что составляет 4,25 % от общей площади штата, а наивысшая точка — 1601 метр, расположена в поселении Валье-Перу.
Он граничит с другими муниципалитетами штата Коауила: на севере и востоке с Мускисом, также на востоке с Прогресо, Эскобедо и Абасоло, на юге с Фронтерой, на западе с Нададоресом и Окампо.

## Учреждение и состав
Муниципалитет был образован в 1827 году, в его состав входит 99 населённых пунктов, самые крупные из которых:
| Код INEGI                  | Населённый пункт                                                                                   | Численность населения (2005 год) | Численность населения (2010 год) | Численность населения (2020 год) |
| -------------------------- | -------------------------------------------------------------------------------------------------- | -------------------------------- | -------------------------------- | -------------------------------- |
| 031                        | Всего                                                                                              | 19620                            | 22149                            | 24759                            |
| 0001                       | Сан-Буэнавентура (исп. San Buenaventura) 27°03′37″ с. ш. 101°33′00″ з. д. (административный центр) | 17951                            | 20480                            | 23413                            |
| 0030                       | Санта-Хертрудис (исп. Santa Gertrudis) 27°08′25″ с. ш. 101°31′44″ з. д.                            | 345                              | 357                              | 245                              |
| 0022                       | Сан-Антонио-де-ла-Каскада (исп. San Antonio de la Cascada) 27°15′48″ с. ш. 101°40′34″ з. д.        | 262                              | 297                              | 244                              |
| 0018                       | Нуэво-Побладо-дель-Сомбререте (исп. Nuevo Poblado del Sombrerete) 27°08′24″ с. ш. 101°38′58″ з. д. | 171                              | 189                              | 154                              |
| 0025                       | Сан-Франсиско (исп. San Francisco) 27°07′31″ с. ш. 101°37′04″ з. д.                                | 145                              | 163                              | 111                              |
| 0023                       | Сан-Антонио-де-лас-Игерас (исп. San Antonio de las Higueras) 27°22′23″ с. ш. 101°43′50″ з. д.      | 125                              | 137                              | 104                              |
| —                          | Прочие                                                                                             | 621                              | 526                              | 488                              |
| Названия на карте Генштаба | |                                  |                                  |                                  |

## Экономика
По статистическим данным 2000 года, работоспособное население занято по секторам экономики в следующих пропорциях:
- сельское хозяйство и скотоводство — 12,6 %;
- производство и строительство — 41 %;
- торговля, сферы услуг и туризма — 44,6 %;
- безработные — 1,8 %.

## Инфраструктура
По статистическим данным 2010 года, инфраструктура развита следующим образом:
- электрификация: 99,4 %;
- водоснабжение: 98,6 %;
- водоотведение: 90,2 %.

## Фотографии

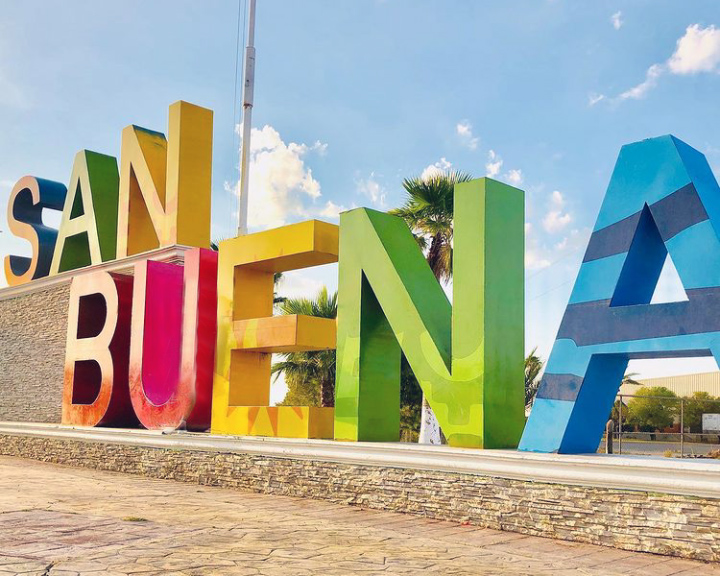
Стела на въезде
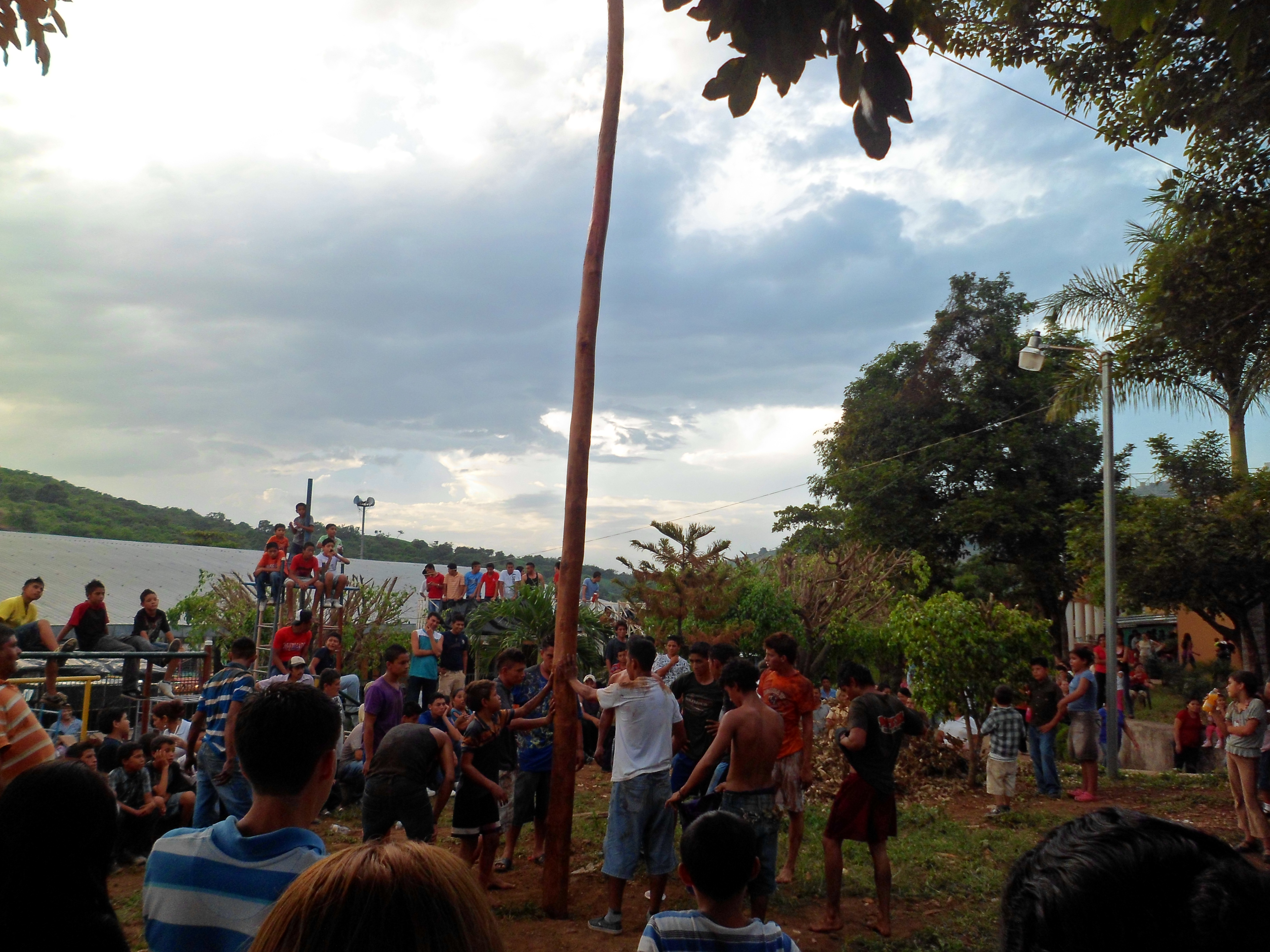
Празднования в муниципалитете